# Petr Uhl
Pour les articles homonymes, voir Uhl.
Petr Uhl, né le 8 octobre 1941 à Prague et mort le 1er décembre 2021 dans la même ville, est un journaliste et essayiste tchèque, ancien dissident ayant participé au printemps de Prague et emprisonné pour cela en 1969. C'est aussi un militant marxiste anti-stalinien et un proche de Václav Havel. Après la révolution de Velours en 1989, il est directeur de l'agence de presse tchécoslovaque ČTK. Il s'intéresse également aux arts, à la philosophie, aux sciences et aux questions d'environnement.

## Biographie
Petr Uhl étudie le génie mécanique à l'université technique de Prague et devient ingénieur. La Tchécoslovaquie étant de loin le pays du bloc de l'Est le plus ouvert, il put se rendre à deux ou trois reprises en France, pays dont il parlait la langue. Dans les librairies de Paris, il découvre le trotskisme et, alors qu'il cherche, comme beaucoup de ses compatriotes, des variantes de communisme « à visage humain », il sympathise avec la Quatrième Internationale : il notamment a été influencé par les idées d'Evseï Liberman et d'Ernest Mandel.
À la suite de l'écrasement du printemps de Prague et de la normalizace (retour à un État communiste répressif), il fonde le mouvement clandestin Hnutí Revoluční mládeže (HRM, « Mouvement de la jeunesse révolutionnaire »), petit groupe de seulement quelques dizaines de personnes. Arrêté en décembre 1969, le HRM est dispersé : certains membres dont Petr Uhl sont condamnés, dans un procès-spectacle, à quatre ans d'emprisonnement. En 1977, il est parmi les premiers signataires du mouvement pour les droits civiques dit « Charte 77 » et fait partie des rédacteurs du bulletin d'information de la Charte. En avril 1978, il fonde avec Václav Havel et d'autres dissidents, le « Comité pour la défense des personnes injustement persécutées » (VSN, Výbor na de stíhaných nespravedlivě). En octobre 1979, il est condamné à nouveau, cette fois à 5 ans d'emprisonnement. Il a également été un militant de l'équivalent tchécoslovaque de Solidarność, syndicat libre indépendant du régime, et a coordonné la coopération entre les dissidents polonais et tchécoslovaques de 1988 à 1989. Simultanément, il a été correspondent clandestin de l'Agence européenne de l'information pour l'Est.
Petr Uhl était dans les années 1970 l'un des modèles de la résistance contre l'hégémonie soviétique en Tchécoslovaquie, et l'appartement où il vivait, rue Anglická, était dans les années 1980 un important lieu d'échanges entre les dissidents regroupés autour de la « Charte 77 », leurs homologues d'autres pays de l'Europe de l'Est et des journalistes étrangers en visite à Prague (ce que la police secrète communiste, considérait comme des « activités anticommunistes » et de l'« espionnage », surveillant et suivant Petr Uhl et ses proches dans tous leurs déplacements, et filmant son immeuble en permanence).
Après la révolution de Velours de 1989 et la chute des régimes communistes en Europe qu'il qualifia de « fin de la grande escroquerie du XXe siècle dont la classe ouvrière fut victime », Petr Uhl fut nommé directeur de l'Agence de presse tchécoslovaque. Entre 1998 et 2001, le gouvernement tchèque, présidé par Václav Havel, le recruta comme conseiller dans le domaine des droits de l'homme. Entre 2002 et 2007, il a aussi rempli diverses missions d'expertise concernant les minorités, s'occupant spécialement de l'intégration des Roms. À ce titre il a, sans se départir de son point de vue marxiste, été membre de la commission pour les minorités du Parti social-démocrate tchèque, et a aussi milité chez les écologistes du Parti vert. Après 2007, Uhl reste actif en tant que journaliste.

## Hommages
- 1998 : médaille du Mérite tchèque
- 2002 : prix autrichien de Reporters sans frontières
- 2006 :  Chevalier de la Légion d'honneur.
- 2008 : prix européen « Charlemagne » pour ses travaux sur la question des Allemands des Sudètes

## Publications
- Le Défi, Francfort-sur-le-Main, 1981  (ISBN 3-88332-055-2)
- Regards sur le droit et l'inégalité, Prague, 1998

### Sources
- (cs) Biographie sur On-line s Petrem Uhlem
- Max Borin, Vera Plogen, Management und Selbstverwaltung in der CSSR : Bürokratie und Widerstand, Berlin, 1970
- Groupement marxiste international Solidarité avec la Charte 77, liberté pour Petr Uhl, Frankfurt/Main, 1980